# سجعان قزي
سجعان قزي وزير لبناني سابق من مواليد 6 تشرين الثاني 1952 في بلدة العقيبة ـ فتوح كسروان، كان منتسب إلى حزب الكتائب،  صدر له أربعة كتب: «فصول من تاريخ لبنان من الفينيقيين إلى الصليبيين»، «سياسة زائد تاريخ»، «لبنان والشرق الأوسط بين ولادة قيصرية وموت رحيم» و«تغيير الأنظمة والثورات»،  شغل حقيبة وزارة العمل، في حكومة تمام سلام،  وكان من حصة حزب الكتائب ، غيبه الموت في 11 أيار 2023 عن عمر 71 عاماً بعد صراع مع المرض